# Hank (album)
Hank è un album di Hank Mobley, pubblicato dalla Blue Note Records nell'ottobre del 1957. Il disco fu registrato il 21 aprile del 1957 al Van Gelder Studio di Hackensack, New Jersey (Stati Uniti).

## Tracce
Lato A
1. Fit for a Hanker – 7:24 (Hank Mobley)
2. Hi Groove, Low Feed-Back – 9:56 (Hank Mobley)

Lato B
1. Easy to Love – 5:39 (Cole Porter)
2. Time After Time – 6:48 (Sammy Cahn, Jule Styne)
3. Dance of the Infidels – 7:54 (Bud Powell)

## Musicisti
- Hank Mobley - sassofono tenore
- Donald Byrd - tromba
- John Jenkins - sassofono alto
- Bobby Timmons - pianoforte
- Wilbur Ware - contrabbasso
- Philly Joe Jones - batteria